# Задарска жупанија
Задарска жупанија се налази у јужној Хрватској. Углавном обухвата подручје сјеверне Далмације, али укључује и јужни дио Лике. Граничи се са Шибенско-книнском жупанијом на југу, и са Личко-сењском жупанијом на сјеверу.  Према прелиминарним резултатима пописа из 2021. у жупанији је живело 160.340 становника.

## Становништво
Према попису из 2011. у жупанији је живело 170.017 становника.
| Попис 2011.‍           | Попис 2011.‍           | Попис 2011.‍ | Попис 2011.‍ | Попис 2011.‍ |
| --------------------- | --------------------- | ----------- | ----------- | ----------- |
|                       |                       |             |             |             |
| Хрвати                | Хрвати                |             | 157.389     | 92,57%      |
| Срби                  | Срби                  |             | 8.184       | 4,81%       |
| Албанци               | Албанци               |             | 908         | 0,53%       |
| Аустријанци           | Аустријанци           |             | 15          | 0,01%       |
| Бошњаци               | Бошњаци               |             | 539         | 0,32%       |
| Бугари                | Бугари                |             | 10          | 0,01%       |
| Власи                 | Власи                 |             | 1           | 0,00%       |
| Мађари                | Мађари                |             | 96          | 0,06%       |
| Македонци             | Македонци             |             | 127         | 0,07%       |
| Јевреји               | Јевреји               |             | 5           | 0,00%       |
| Италијани             | Италијани             |             | 123         | 0,07%       |
| Немци                 | Немци                 |             | 176         | 0,10%       |
| Пољаци                | Пољаци                |             | 37          | 0,02%       |
| Роми                  | Роми                  |             | 12          | 0,01%       |
| Румуни                | Румуни                |             | 6           | 0,00%       |
| Руси                  | Руси                  |             | 29          | 0,02%       |
| Русини                | Русини                |             | 14          | 0,01%       |
| Словаци               | Словаци               |             | 64          | 0,04%       |
| Словенци              | Словенци              |             | 265         | 0,16%       |
| Турци                 | Турци                 |             | 11          | 0,01%       |
| Украјинци             | Украјинци             |             | 27          | 0,02%       |
| Црногорци             | Црногорци             |             | 100         | 0,06%       |
| Чеси                  | Чеси                  |             | 54          | 0,03%       |
| остали                | остали                |             | 316         | 0,19%       |
| регионална припадност | регионална припадност |             | 75          | 0,04%       |
| верска припадност     | верска припадност     |             | 181         | 0,11%       |
| нераспоређено         | нераспоређено         |             | 32          | 0,02%       |
| неизјашњени           | неизјашњени           |             | 562         | 0,33%       |
| непознато             | непознато             |             | 659         | 0,39%       |
| укупно: 170.017       |                       |             |             |             |

Према попису становништва из 2001. године на простору Задарске жупаније живи 162.045 становника што је 3,65% укупног броја становништва Хрватске (процјена за 2005—188.087 становника). Просјечна густина насељености је била 45 становника/km².
Преко 40% становништва жупаније живи у самом граду Задру, а тај се проценат и даље повећава узрокујући демографско пражњење пространог задарског залеђа.
У етничкој структури становништва жупаније доминирају Хрвати (93,3%), а од осталих заједница најбројнији су Срби (3,5%) и Албанци (0,4%).

#### Број становника по пописима
| година пописа  | 2001.   | 1991.   | 1981.   | 1971.   | 1961.   | 1953.   | 1948.   | 1931.   | 1921.   | 1910.   | 1900.   | 1890.   | 1880.  | 1869.  | 1857.  |
| бр. становника | 162.045 | 214.777 | 194.098 | 190.356 | 174.957 | 162.682 | 154.026 | 149.855 | 146.375 | 136.522 | 123.375 | 108.330 | 98.063 | 94.156 | 84.091 |

## Административна подела
| БенковацБиоград на МоруЗАДАРНинОбровацПагБибињеВирВрсиГаловацГрачацЗемуник ДоњиЈасеницеКалиКоланКукљицаЛишане ОстровичкеНовиградПакоштанеПашманПовљанаПолачаПоличникПоседарјеПрекоПривлакаРажанацСалиСвети Филип и ЈаковСтанковциСтариградСукошан · ТконШкабрња Положај градских () и општинских седишта () на карти Задарске жупаније |

## Географија
Укупна површина жупаније је 7486,91 km2. Површина копна износи 3641,91 km2, површина морског дијела износи 3845,00 km2 а површина острва 587,6 km2. Географски се простире тако да захвата приморје сјеверне Далмације те залеђе Равних Котара и Буковице. Од Лике и континенталног дијела Хрватске је оштро одвојена високим масивом Велебита, што је стољећима одређивало њен развој. Данас је то знатно промијењено пробијањем тунела Свети Рок. Има кључни геосаобраћајни положај у повезивању сјеверног и јужног дијела Хрватске. Преко њене територије пролази ауто-пут Загреб - Сплит, а у плану је и изградња јадранске жељезничке пруге.